# Yuna Kasai
Yuna Kasai (en japonés: 葛西優奈, Kasai Yuna; Sapporo, 4 de febrero de 2004) es una deportista japonesa que compite en esquí en la modalidad de combinada nórdica. Su hermana gemela Haruka compite en el mismo deporte.
Ganó una medalla de oro en el Campeonato Mundial de Esquí Nórdico de 2025, en la prueba de 5 km salida en grupo + trampolín normal.

## Palmarés internacional
| Campeonato Mundial | Campeonato Mundial  | Campeonato Mundial | Campeonato Mundial        |
| Año                | Lugar               | Medalla            | Prueba                    |
| ------------------ | ------------------- | ------------------ | ------------------------- |
| 2025               | Trondheim (Noruega) | Medalla de oro     | TN + 5 km salida en grupo |